# Polini
Polini és una empresa italiana amb seu a Alzano Lombardo. Fundada per Battista Polini després de la Segona Guerra Mundial, inicialment produïa bicicletes i més tard s'especialitzà en la producció de kits de preparació per a motocicletes i ciclomotors.

## Història
L'activitat de Polini en el sector de la motocicleta va començar oferint modificacions de models Vespa i Lambretta. Actualment, la firma segueix dedicant-se a aquesta activitat i proporciona actualitzacions per als models més recents de motocicletes i ciclomotors, entre els quals hi ha molts escúters com ara la Piaggio Zip i la Malaguti Phantom.
Polini ha estat l'històric rival de Malossi i ha produït, com aquest altre especialista, kits de motor i transmissió per a augmentar la potència del ciclomotors mitjançant l'ús d'unitats tèrmiques i una mecànica més refinada i resistent. La seva gamma de productes més famosa és la sèrie Evolution, a la qual va seguir la sèrie Big Evolution, amb cilindre de major diàmetre. Tot i que aquests tipus de modificacions estan pensats únicament per a l'ús en competicions de velocitat, l'ús de components Polini en models matriculats és freqüent.
A banda, Polini produeix recanvis per a motors originals així com silenciadors per a tubs d'escapament homologats per a l'ús en carretera. L'empresa també és coneguda per ser patrocinadora i proveïdora de sistemes d'escapament per als equips que competeixen al campionat del món de motociclisme. Finalment, Polini patrocina un trofeu monomarca a Itàlia per a promocionar la marca anomenat Polini Italian Cup.

## Minimotos
El 2006 Polini va ser la primera marca italiana a homologar una minimoto per a ús en carretera en llançar la pitbike supermotard Polini XP4 "Street" 125 (amb una cilindrada efectiva de 120,7 cc), un model que el 2007 va llançar en versió fora d'asfalt matriculable amb el nom de Polini XP4 "Off Road" 125. A finals de 2007 també va presentar el model "Street" en la cilindrada de 50 cc.

## Aviació
Polini produeix també una gamma de motors per a aviació ultralleugera i parapents motoritzats.